# Бивио Чофи (Салерно)
Бивио Чофи је насеље у Италији у округу Салерно, региону Кампанија.
Према процени из 2011. у насељу је живело 127 становника. Насеље се налази на надморској висини од 28 м.